# Ursula Illert
Ursula Illert (* 1946 in Klein-Auheim am Main) ist eine deutsche Schauspielerin, Hörbuch- und Hörspielsprecherin.

## Werdegang
Illert studierte von 1967 bis 1970 an der Hochschule für Musik und Darstellende Kunst in Frankfurt am Main. Danach war sie sechzehn Jahre mit festen Engagements beschäftigt, u. a. am Landestheater Tübingen (LTT) in Pforzheim und in Nürnberg. Sie arbeitete mit Augusto Boal, Stefan Müller oder Kai Braak.
Seit 1986 arbeitet Illert als freie Sprecherin in deutschen Rundfunkanstalten. Zwischenzeitlich kam sie auf die Bühne zurück, zuletzt als Gast am Staatstheater Wiesbaden als Fräulein Schneider im Musical Cabaret.
Illert arbeitet für die Sender DLF, HR, SWR, WDR, NDR, BR, ZDF, Arte und 3sat als Sprecherin. Sie ist auch in Dokumentationen oder Audioguides für Ausstellungen zu hören, sie hält öffentliche Lesungen für Verlage und vertont Hörbücher, sie las etliche Miss-Marple-Krimis von Agatha Christie für den Hörverlag ein, dazu gehören Fata Morgana, Karibische Affäre und Die große Miss-Marple-Edition 1–3.

## Privat
Illert lebt in Frankfurt am Main.

## Hörspiele und -bücher
- 1990: Die Geschichte des Heiligenberg bei Jugenheim
- 2016: Pettersson und Findus 2 : Das schönste Weihnachten überhaupt als Erzählerin
- 2018: Wir feiern Weihnachten mit Astrid Lindgren (Tomte Tummetott)